# 出雲蓉
出雲 蓉（いずも よう）は、地唄舞（上方舞）の演者。
神崎流の流れを汲む出雲流（いずもりゅう）を興し、東京・西荻窪を拠点とする。

## 概要
初代西崎緑、神崎ひでに師事した神崎蓉が1974年8月に「出雲流」の創流とともに改名し、初代出雲蓉と称する。1987年（昭和62年）度文化庁芸術祭賞（舞踊部門）、1995年（平成7年）度文化庁芸術祭大賞（演芸部門）、1998年（平成10年）度芸術選奨文部大臣賞（大衆芸能部門）受賞および、1996年（平成8年）「スターの広場」顕彰。

## 受賞歴
- 昭和62年度文化庁芸術祭賞[1]
- 平成7年度文化庁芸術祭大賞[1]
- 平成8年「スターの広場」顕彰[2]
- 平成10年度芸術選奨文部大臣賞[3]

## 参考資料
- 藤田洋『日本舞踊ハンドブック』三省堂、2001年、88頁、94頁、99-100頁。